# لیگ آزادگان ۹۴–۱۳۹۳
لیگ آزادگان، لیگ دسته یک یا لیگ یک پس از لیگ برتر فوتبال ایران دومین لیگ معتبر فوتبال در کشور ایران است. این لیگ در سال ۱۳۶۹ تا ۱۳۸۰ به عنوان بالاترین سطح لیگ در ایران بود اما پس از اصلاح ساختار برگزار مسابقات در ایران این لیگ به لیگ درجه دو تنزل یافت.
فصل ۱۳۹۳–۹۴ این لیگ از ۴ اکتبر ۲۰۱۴ آغاز شده است و تا ۲۲ آوریل ۲۰۱۵ ادامه خواهد داشت.

## شروع فصل
- تیم‌های مس کرمان و فجر سپاسی و داماش سه تیمی بودند که از لیگ برتر ۹۳-۱۳۹۲ سقوط کرده و به این لیگ آمده بودند.
- تیم‌های شهرداری اردبیل،اتکا و شهرداری تبریز از لیگ دسته دو آزادگان به این لیگ صعود کرده بودند.

## تغییرات
- لیگ آزادگان ۹۴–۱۳۹۳ با دو تیم کمتر نسبت به فصل قبل برگزار شد.

## تیم‌ها

### گروه الف
| تیم               | شهر      | ورزشگاه                               | ظرفیت  | سرمربی          | توضیح |
| ----------------- | -------- | ------------------------------------- | ------ | --------------- | ----- |
| آلومینیوم         | بندرعباس | خلیج فارس                             | ۲۰٬۰۰۰ | مجید نامجو مطلق |       |
| استقلال اهواز     | اهواز    | تختی اهواز                            | ۳۰٬۰۰۰ | داریوش یزدی     |       |
| فجر سپاسی         | شیراز    | ورزشگاه حافظیه                        | ۶٬۰۰۰  | علی کلانتری     |       |
| فولاد نوین        | اهواز    | فولاد                                 | ۵٬۰۰۰  | کروش موسوی      |       |
| گیتی‌پسند          | اصفهان   | ورزشگاه\|دانشگاه آزاد مبارکه مبارکه]] | ۲۰٬۰۰۰ | واهیک توروسیان  |       |
| ایرانجوان         | بوشهر    | شهید بهشتی                            | ۱۵٬۰۰۰ | غلام‌رضا دلگرم   |       |
| مس کرمان          | کرمان    | شهید باهنر                            | ۱۵٬۴۳۰ | اکبر میثاقیان   |       |
| نفت و گاز گچساران | گچساران  | نفت گچساران                           | ۲٬۰۰۰  | عباس چمنیان     |       |
| نساجی             | قائم شهر | شهید وطنی                             | ۱۵٬۰۰۰ | نادر دست‌نشان    |       |
| نیروی زمینی       | تهران    | تختی تهران                            | ۳۰٬۰۰۰ | علی روزبهانی    |       |
| شهرداری اردبیل    | اردبیل   | علی دایی                              | ۲۰٬۰۰۰ | مهدی دینورزاده  |       |
| یزد لوله          | یزد      | شهید نصیری                            | ۶٬۰۰۰  | محمود امیری     |       |

### گروه ب
| تیم              | شهر      | ورزشگاه       | ظرفیت  | سرمربی         | توضیح |
| ---------------- | -------- | ------------- | ------ | -------------- | ----- |
| داماش            | رشت      | عضدی          | ۱۱٬۰۰۰ | امید هرندی     |       |
| اتکا گلستان      | گرگان    | کریم آباد     | ۱۵٬۰۰۰ | ساکت الهامی    |       |
| فولاد یزد        | یزد      | نصیری         | ۶٬۰۰۰  | دینگو دلیچ     |       |
| گل‌گهر سیرجان     | سیرجان   | امام علی      | ۲٬۰۰۰  | قاسم شاهبا     |       |
| مس رفسنجان       | رفسنجان  | شهدا          | ۱۰٬۰۰۰ | وینکو بگوویچ   |       |
| پارسه            | تهران    | کارگران       | ۵٬۰۰۰  | بهمن عابدینی   |       |
| پاس              | همدان    | قدس           | ۱۰٬۰۰۰ | داوود مهابادی  |       |
| راهیان           | کرمانشاه | آزادی         | ۷٬۰۰۰  | احمد سنجری     |       |
| صنعت نفت آبادان  | آبادان   | تختی آبادان   | ۲۲٬۰۰۰ | کارلوس مانوئل  |       |
| سیاه‌جامگان       | مشهد     | ثامن‌الائمه    | ۳۵٬۰۰۰ | رضا مهاجری     |       |
| شهرداری بندرعباس | بندرعباس | تختی بندرعباس | ۱۰٬۰۰۰ | حمیدرضا فرزانه |       |
| شهرداری تبریز    | تبریز    | تختی تبریز    | ۲۰٬۰۰۰ | مهدی پاشازاده  |       |

## جدول

### گروه الف
| رده | تیم             | بازیها | برد | مساوی | باخت | گل زده | گل خورده | تفاضل گل | امتیاز | صعود یا سقوط                                                                     |
| --- | --------------- | ------ | --- | ----- | ---- | ------ | -------- | -------- | ------ | -------------------------------------------------------------------------------- |
| ۱   | فولاد نوین (ق)  | ۲۲     | ۱۲  | ۶     | ۴    | ۳۶     | ۱۹       | ۱۷+      | ۴۲     | سقوط به لیگ دسته دوم ۹۵–۱۳۹۴ (انتقال امتیاز به استقلال اهواز پس از از پایان فصل) |
| ۲   | مس کرمان        | ۲۲     | ۱۰  | ۶     | ۶    | ۲۳     | ۱۸       | ۵+       | ۳۶     | مرحله حذفی                                                                       |
| ۳   | نساجی مازندران  | ۲۲     | ۹   | ۷     | ۶    | ۲۳     | ۲۰       | ۳+       | ۳۴     |                                                                                  |
| ۴   | آلومینیوم       | ۲۲     | ۸   | ۸     | ۶    | ۲۱     | ۸        | ۳+       | ۳۲     |                                                                                  |
| ۵   | فجر سپاسی       | ۲۲     | ۷   | ۹     | ۶    | ۲۲     | ۱۷       | ۵+       | ۳۰     |                                                                                  |
| ۶   | ش.اردبیل        | ۲۲     | ۸   | ۶     | ۸    | ۲۴     | ۲۳       | ۱+       | ۳۰     |                                                                                  |
| ۷   | گیتی پسند       | ۲۲     | ۷   | ۸     | ۷    | ۲۶     | ۲۲       | ۴+       | ۲۹     |                                                                                  |
| ۸   | ایرانجوان       | ۲۲     | ۷   | ۸     | ۷    | ۱۹     | ۲۱       | ۲-       | ۲۹     |                                                                                  |
| ۹   | استقلال اهواز   | ۲۲     | ۸   | ۵     | ۹    | ۱۵     | ۱۹       | ۴-       | ۲۹     | صعود به لیگ برتر فوتبال ایران ۹۵–۱۳۹۴                                            |
| ۱۰  | نیروی زمینی     | ۲۲     | ۷   | ۷     | ۸    | ۱۶     | ۱۷       | ۱-       | ۲۸     | بازی حذفی برای صعود به لیگ آزادگان ۹۵–۱۳۹۴                                       |
| ۱۱  | نفت گچساران (س) | ۲۲     | ۶   | ۷     | ۹    | ۲۲     | ۲۸       | ۶–       | ۲۵     | سقوط به لیگ دسته دوم ۹۵–۱۳۹۴                                                     |
| ۱۲  | تربیت نوین (س)  | ۲۲     | ۲   | ۵     | ۱۵   | ۸      | ۳۳       | ۲۵-      | ۱۱     | سقوط به لیگ دسته دوم ۹۵–۱۳۹۴                                                     |

- جدول بر اساس نتایج هفته بیست و دوم و در تاریخ ۲۵ اردیبهشت ۱۳۹۴ بروزرسانی شده است.
- (ق)= قهرمان؛ (س)= سقوط؛

### گروه ب
| رده | تیم            | بازیها | برد | مساوی | باخت | گل زده | گل خورده | تفاضل گل | امتیاز | صعود یا سقوط                               |
| --- | -------------- | ------ | --- | ----- | ---- | ------ | -------- | -------- | ------ | ------------------------------------------ |
| ۱   | سیاه‌جامگان (ق) | ۲۱     | ۱۱  | ۶     | ۴    | ۲۵     | ۱۵       | ۱۰+      | ۳۹     | صعود به لیگ برتر فوتبال ایران ۹۵–۱۳۹۴      |
| ۲   | مس رفسنجان     | ۲۱     | ۱۰  | ۷     | ۴    | ۲۰     | ۱۲       | ۸+       | ۳۷     | مرحله حذفی                                 |
| ۳   | پاس همدان      | ۲۱     | ۱۰  | ۷     | ۴    | ۱۹     | ۱۳       | ۶+       | ۳۷     |                                            |
| ۴   | پارسه          | ۲۱     | ۹   | ۷     | ۵    | ۲۶     | ۲۲       | ۴+       | ۳۴     |                                            |
| ۵   | صنعت نفت       | ۲۱     | ۹   | ۶     | ۶    | ۲۲     | ۱۷       | ۵+       | ۳۳     |                                            |
| ۶   | داماش          | ۲۱     | ۶   | ۹     | ۶    | ۱۹     | ۲۰       | ۱-       | ۲۷     |                                            |
| ۷   | گل‌گهر          | ۲۱     | ۵   | ۹     | ۷    | ۱۸     | ۲۰       | ۲-       | ۲۴     |                                            |
| ۸   | فولاد یزد      | ۲۱     | ۵   | ۹     | ۷    | ۱۶     | ۲۱       | ۵-       | ۲۴     |                                            |
| ۹   | ش.تبریز        | ۲۱     | ۴   | ۱۰    | ۷    | ۲۱     | ۲۰       | ۱+       | ۲۲     | بازی حذفی برای صعود به لیگ آزادگان ۹۵–۱۳۹۴ |
| ۱۰  | راهیان (س)     | ۲۱     | ۵   | ۷     | ۹    | ۱۲     | ۱۶       | ۴–       | ۲۲     | سقوط به لیگ دسته دوم ۹۵–۱۳۹۴               |
| ۱۱  | ش.بندرعباس (س) | ۲۱     | ۳   | ۷     | ۱۱   | ۱۲     | ۲۴       | ۱۲–      | ۱۶     | سقوط به لیگ دسته دوم ۹۵–۱۳۹۴               |
| ۱۲  | اتکا (س)       | ۱۱     | ۱   | ۲     | ۸    | ۱۰     | ۲۰       | ۱۰-      | ۵      | سقوط به لیگ دسته دوم ۹۵–۱۳۹۴               |

- جدول بر اساس نتایج هفته بیست و یک‌ام و در تاریخ ۲۵ اردیبهشت ۱۳۹۴ بروزرسانی شده است.
- (ق)= قهرمان؛ (س)= سقوط؛

## بازی حذفی جهت صعود به لیگ برتر فوتبال ایران ۹۵–۱۳۹۴
| تیم ۱      | نتیجه نهایی | تیم ۲    | بازی رفت | بازی برگشت |
| ---------- | ----------- | -------- | -------- | ---------- |
| مس رفسنجان | ۱-۰         | مس کرمان | ۰-۰      | ۱-۰        |

## بازی حذفی جهت صعود به لیگ آزادگان ۹۵–۱۳۹۴
| تیم ۱   | نتیجه نهایی | تیم ۲         | بازی رفت | بازی برگشت |
| ------- | ----------- | ------------- | -------- | ---------- |
| ش.تبریز |             | استقلال اهواز | ۰-۱      |            |

## فینال
| ۸ مه ۲۰۱۵ | فولاد نوین       | ۱ – ۰ | سیاه‌جامگان | اهواز                                     |
|           | فرشاد جانفزا ۲۸' | گزارش |            | ورزشگاه: تختی اهواز داور: سعید رحیمی مقدم |